# Kim Buyst
Kim Buyst, née le 25 août 1976 à Lierre, est une femme politique belge, membre de Groen.

## Biographie
Kim Buyst nait le 25 août 1976 à Lierre.
Aux élections législatives fédérales de 2019, Kim Buyst est élue à la Chambre des Représentants.